# Vincenzo Terranova
Vincenzo Terranova, detto Vincent (Corleone, maggio 1886 – Manhattan, 8 maggio 1922), è stato un mafioso italiano, boss newyorkese, appartenuto a quella che oggi è nota come la famiglia Genovese.

## Biografia
Era il primo figlio di Bernardo Terranova, mafioso siciliano, e Angelica Piazza, che aveva già un figlio da un precedente matrimonio, Giuseppe Morello, e avrà altri due figli con Bernardo, Ciro e Nicolò. Morello, sul finire del '800, emigra a New York e fonda la prima famiglia mafiosa della città, la famiglia Morello, predecessora della famiglia Genovese. I fratelli Terranova lo raggiungono qualche anno dopo.
Diventa capo della famiglia Morello dopo l'arresto di Giuseppe Morello e la morte del fratello Nicolò "Nick" Terranova, nel 1916. Nel 1920, gli succede sempre Morello, di ritorno da un esilio volontario in Sicilia per sfuggire al suo boss rivale Salvatore D'Aquila.
Nel 1922, viene ucciso a colpi di arma da fuoco, tra la 116th Street e la Second Avenue. Si ritiene che il colpevole sia Umberto Valenti, un suo rivale.
È sepolto, insieme ai suoi fratelli, al Calvary Cemetery nel Queens, New York City, vicino alle tombe di Joe Petrosino, che indagava su di lui, e di Ignazio Lupo, suo cognato.